# 매튜 앨런
매슈 앨런(Matthew Alan, 1979년 ~ )은 미국의 배우이다.
에번즈빌에서 태어났다.

## 출연 작품
- 썸머 스노우 (2014년) - 콜턴 역
- 더 시프팅 (2013년)
- 써로게이트 (2013년) - 맷 역
- 워킹 더 홀스 (2012년) - 잭 역
- 뷰티풀 웨이브 (2011년)
- 프로젝트 피어 (2010년)
- 디삼드 (2010년)
- 2084 (2009)
- Jarred (2008) - 단편
- 데드 라이드 (2008)

### 텔레비전
- 로스트 (2009)
- 썬즈 오브 아나키 (2010)